# Silvio Barandun
Silvio Barandun (* 25. Januar 1920; † 7. August 2014) war ein Schweizer Mediziner.
Der Bündner schloss 1948 sein Studium der Medizin an der Universität Zürich ab und promovierte drei Jahre darauf am Physiologischen  Institut bei Walter Rudolf Hess zum Doktor der Medizin. Bis 1953 arbeitete er an der Uni Bern am Institut  für  Hygiene  und  Mikrobiologie und wechselte dann zur Tuberkulosestation des Berner Tiefenauspitals,  wo er 1956 zum Oberarzt der Pneumologie und zum Leiter des Bakteriologischen Laboratoriums befördert wurde. Hier forschte er zu Immundefekten infolge Fehlens von Antikörpern im Blut und prägte mit H. Büchler und A. Hässig den Begriff des Antikörpermangelsyndroms. Mit seiner Arbeit über die Gammaglobulin-Therapie  habilitierte  er  1962 an der Universität  Bern.  
1963 wurde er  Direktor der Schweizerischen Zentrale für klinische Tumorforschung. 1971 wurde er zum Professor und 1982 zum Ordinarius für Tumorimmunologie befördert.